# Chapulco
Chapulco è una municipalità dello stato di Puebla, nel Messico centrale, il cui capoluogo è la località omonima.
Conta 6.992 abitanti (2015) e ha una estensione di 87,00 km². 	 	
Il significato del nome della località in lingua nahuatl è in mezzo alle aragoste.